# Dobrókirályi
Dobrókirályi (1886-ig Dubrau-Králova, szlovákul: Kráľová, más néven Kráľová pri Zvolene, korábban Dubravi-Kráľová) Zólyom városrésze, egykor önálló község Szlovákiában, a Besztercebányai kerületben, a Zólyomi járásban. Mátyásfalva-Dobró (Mutyova-Dubravi) és Újkirályfalva (Králová Nová) egyesítésével jött létre.

## Fekvése
Zólyom központjától 8 km-re délkeletre, a Javorie-hegységben fekszik.

## Története
A 18. század végén Vályi András így ír róla: „KRALITZI. Kralovcze. Tót falu Zólyom Várm. lakosai katolikusok, fekszik Zólyomhoz mint egy mértföldnyire, határja meg lehetős.”
Fényes Elek 1851-ben kiadott geográfiai szótárában így ír a faluról: „Kralócz, Zólyom m. tót falu, Korponához egy óra: 179 kath., 101 evang. lak.”
1910-ben 352, túlnyomórészt szlovák lakosa volt. A trianoni diktátumig Zólyom vármegye Zólyomi járásához tartozott.
A városrész ma üdülő település jelleget mutat. Központját a Králová szálloda és a sífelvonók képezik.

## Nevezetességei
Itt található Szlovákia egyik kedvelt síterepe, mely a magyarok számára a Budapesthez való közelsége miatt vonzó.

## Külső hivatkozások
- Dobrókirályi Szlovákia térképén
- Dobrókirályi mint turistaközpont (magyarul) Archiválva 2010. november 24-i dátummal a Wayback Machine-ben

## Lásd még
- Zólyom
- Mátyásfalva
- Neresnica
- Zolna
- Zólyomlukó